# Utica

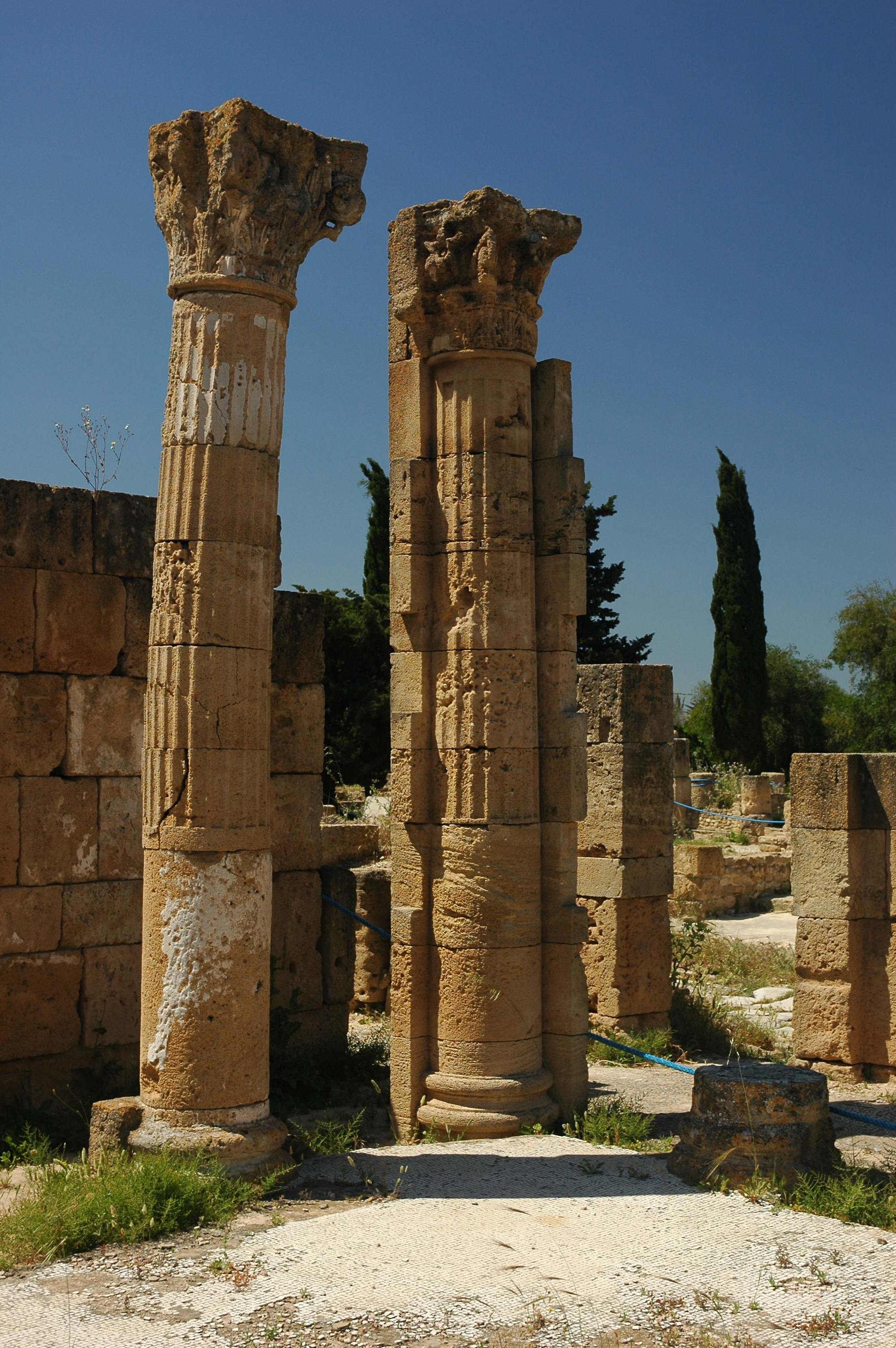
Utica, zbytky sloupořadí

Utica nebo Utika [vysl. utyka] jsou zříceniny starověkého fénického (punského) města v dnešním Tunisku, asi 30 km JV od Bizerty a asi 40 km SZ od Kartága.

## Historie
Utica byla patrně nejstarší fénickou kolonií v severní Africe, jak o tom svědčí i název města. Odvozuje se od semitského kořene, který znamená „starý“ (na rozdíl od „nového“ Kartága). Byla založena někdy kolem roku 1100 př. n. l. jako důležitý přístav, a i po založení Kartága si zachovala samostatnost až do poloviny 6. století. Ve 4. století byla Kartágem podrobena, zůstala však jeho významným spojencem. Po První punské válce (264-241 př. n. l.) zde vypukla vzpoura žoldnéřů, kterým Kartágo nezaplatilo za jejich služby, punské vojsko však Uticu dobylo.
Roku 150 př. n. l., před vypuknutím Třetí punské války, se Utica přidala na stranu Říma a po jeho vítězství a zničení Kartága se stala hlavním městem provincie Africa. Za římské občanské války mezi přívrženci Pompeia a Caesara (49-45 př. n. l.) uprchli Pompeiovi přívrženci po porážce u Thapsu do Uticy pod vedením Catona mladšího. Když César město oblehl, Cato umožnil ostatním útěk a sám spáchal sebevraždu, protože neviděl žádnou další možnost. Občané Uticy mu vystrojili slavný pohřeb a postavili pomník a později dostal čestné přízvisko Uticensis („utický“).
Ve městě se však usazovali římští obchodníci, roku 36 př. n. l. získala Utica statut samosprávné obce (municipium), ale teprve po roce 200 se stala plnoprávnou římskou kolonií. V té době nastal velký rozkvět města a vznikla většina dodnes zachovaných staveb. Význam přístavu však postupně upadal, protože jej náplavy řeky zanesly, takže dnešní zříceniny leží asi 10 km od pobřeží. Roku 439 zpustošili Uticu Vandalové, 534 ji dobyli Byzantinci a město definitivně zničili Arabové kolem roku 700.

## Archeologie
Zříceniny města se dočkaly soustavných vykopávek až v polovině 20. století. Byly zde objeveny dva punské hřbitovy a velké části bohatého římského města s domy i veřejnými stavbami od 2. století př. n. l. až do pádu města.

## Odkaz
V počátcích republikánského hnutí na přelomu 18. a 19. století platil Cato mladší za republikánského hrdinu a mučedníka. Mnoho měst v USA si proto zvolilo jméno Utica.

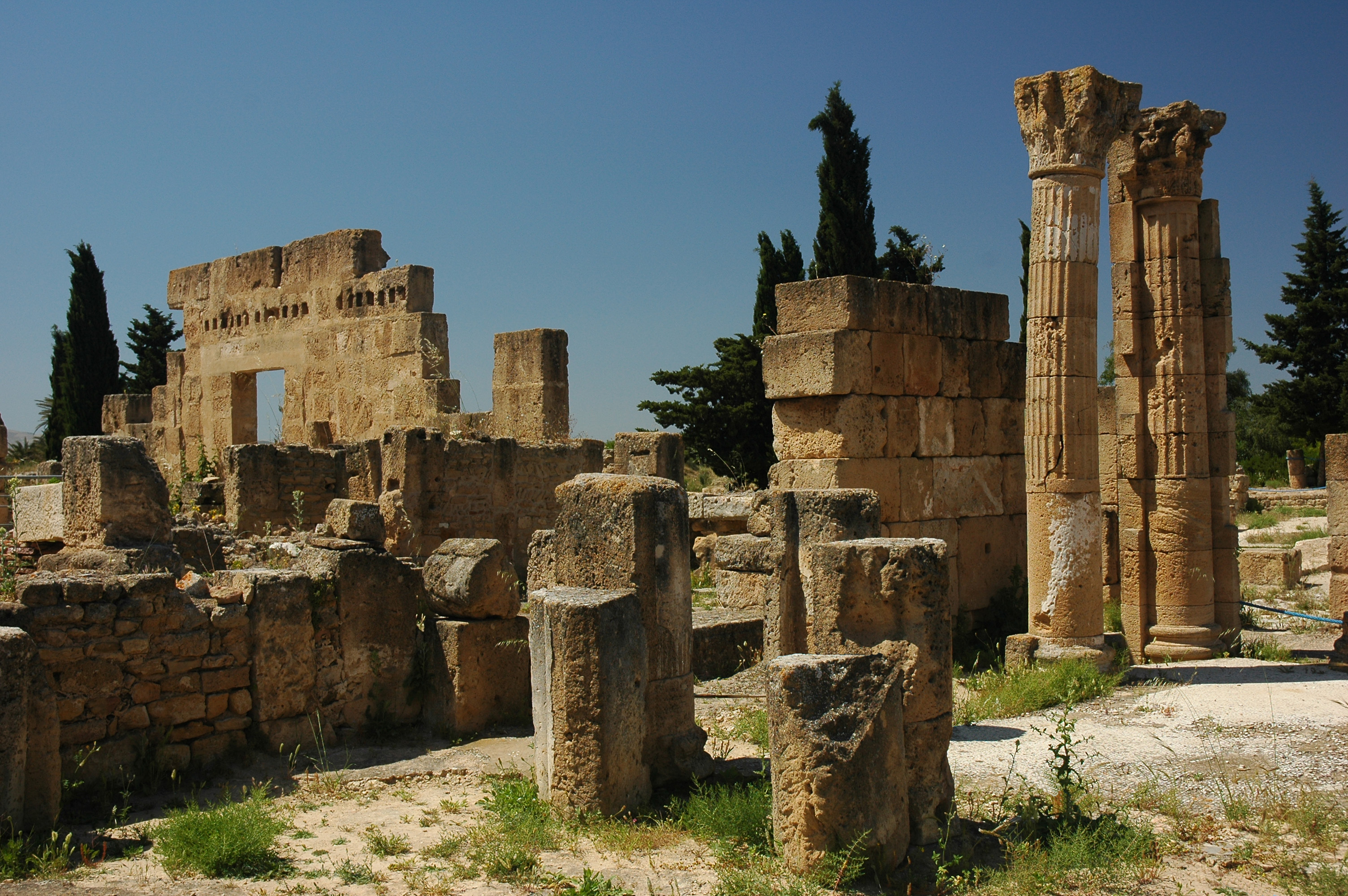
Utica, vykopávky
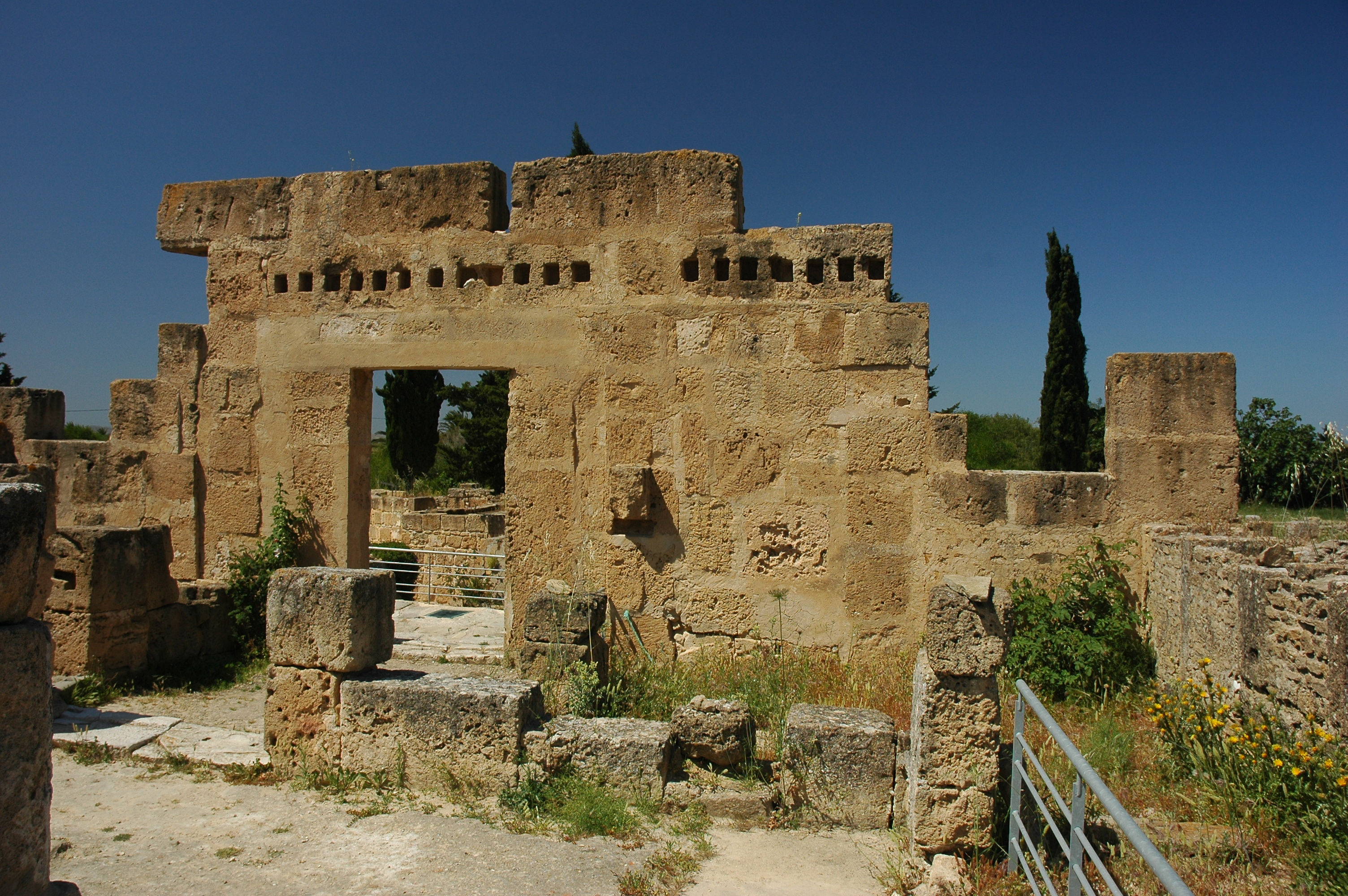
Utica, zříceniny
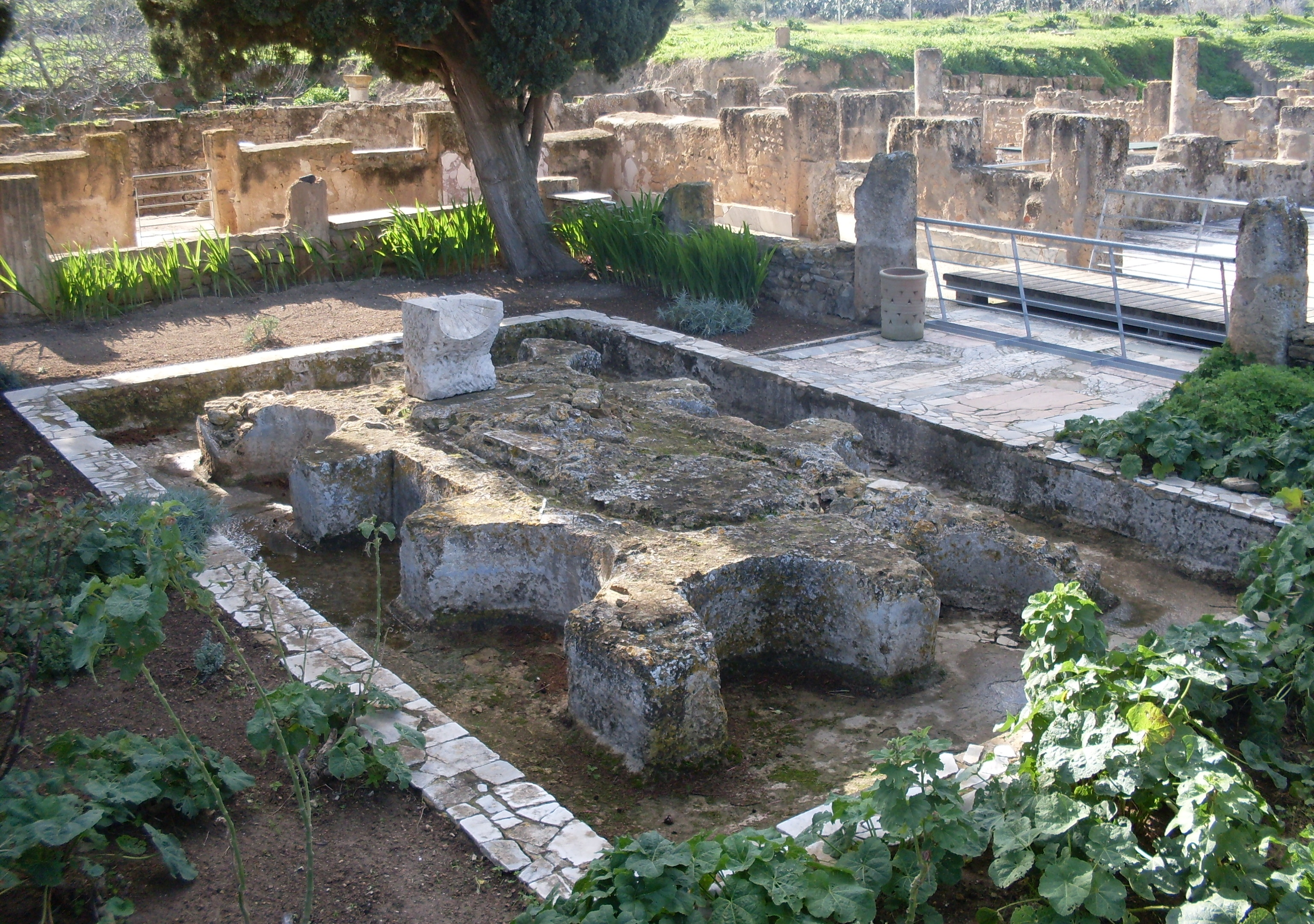
Utica, kašna
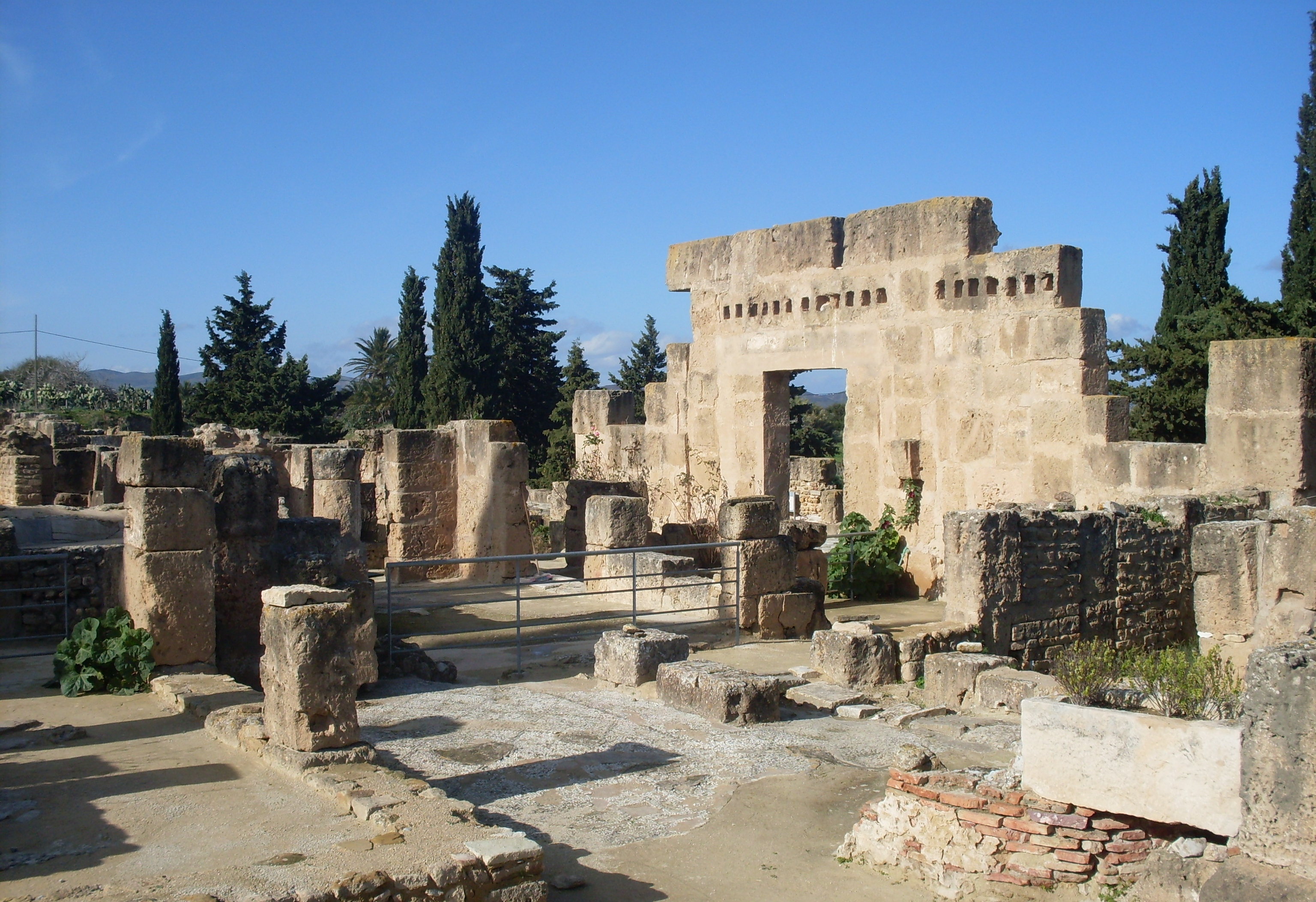
Dům Insula II.